# 遼寧省腫瘤醫院
辽宁省肿瘤医院 (英語：Liaoning Cancer Hospital)，创立于1975年，是一所集医疗、科研、教学、预防、保健、康复为一体的大型综合三级甲等医院，位于中华人民共和国辽宁省沈阳市大东区小河沿路44号，占地面积4.3万平方米，建筑面积14.5万平方米，拥有床位2330张。